# Anecphora sanguinisparsa
Anecphora sanguinisparsa är en insektsart som beskrevs av Schmidt 1910. Anecphora sanguinisparsa ingår i släktet Anecphora och familjen lyktstritar. Inga underarter finns listade i Catalogue of Life.